# Boischatel
Boischatel est une municipalité faisant partie de la municipalité régionale de comté (MRC) de La Côte-de-Beaupré, au Québec, située dans la région administrative de la Capitale-Nationale. Avant le 23 novembre 1991, la municipalité de Boischatel était connue sous le nom du village de Saint-Jean-de-Boischatel. Elle est située sur la rive est de la rivière Montmorency à son confluent avec le fleuve Saint-Laurent. La chute Montmorency est située en partie dans Boischatel.

## Histoire

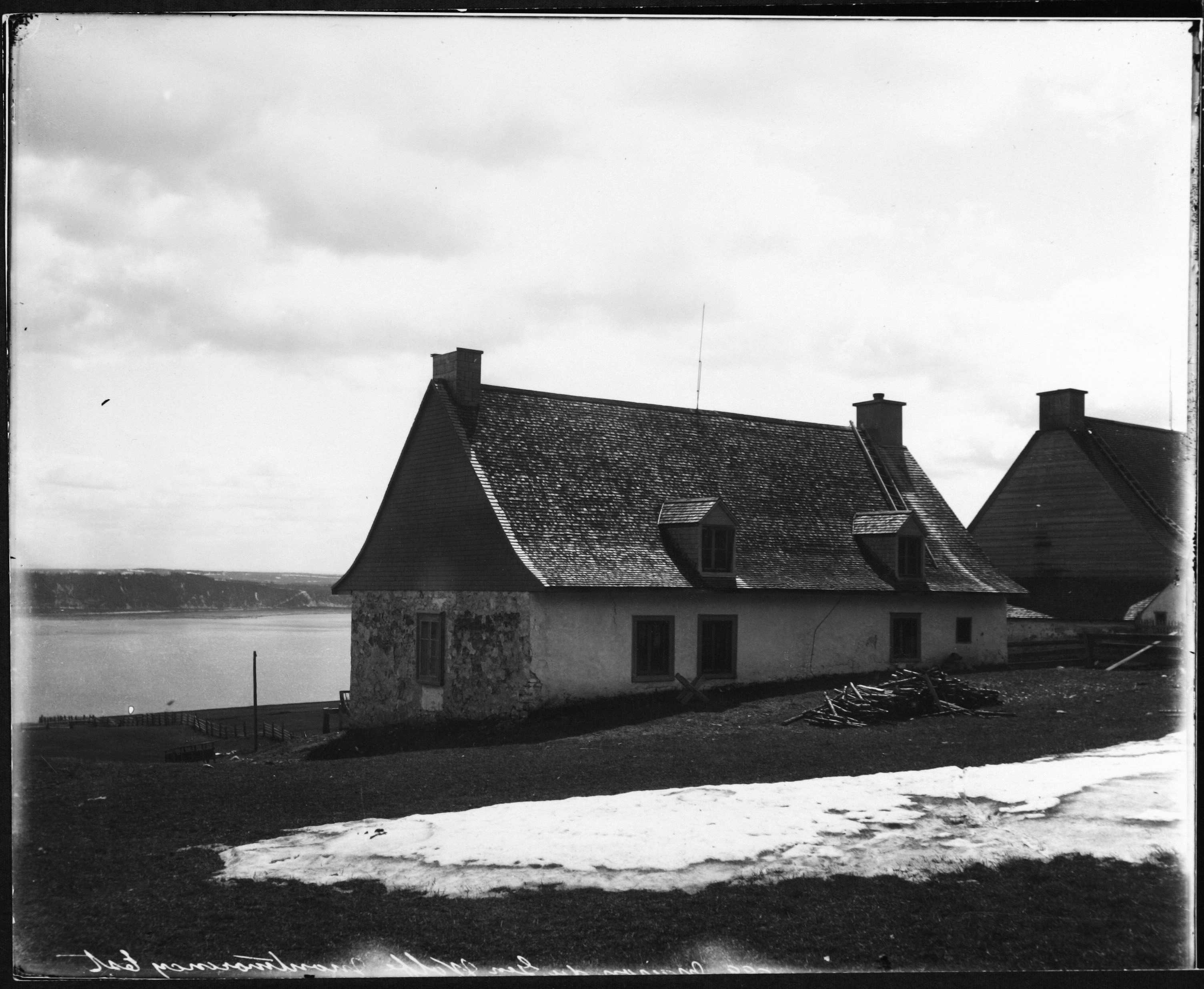
Une demeure à Boischatel vers 1900. On aperçoit le fleuve Saint-Laurent derrière.

Ancien logo de la ville.

Colonisé autour de 1664, le Sault, dont le territoire correspond au fief de Charleville, connaît une évolution démographique et économique différente de sa paroisse d'origine. Essentiellement agricole à l’origine, Boischatel ne comptera jamais qu’une vingtaine de fermes; son essor démographique sera davantage lié à diversification de son développement économique.
Dès le XIXe siècle, la Chute Montmorency, source importante d’énergie hydraulique, amènera la création de plusieurs entreprises comme la scierie Patterson, la filature de la Dominion Textile et une centrale hydro-électrique. Au début du XXe siècle, le chemin de fer Montmorency-Charlevoix, qui deviendra la Québec Railway Light and Power, établira un lien avec les industries du Sault-Montmorency et la Ville de Québec.
À l’aube des années 1920, le Sault compte quelque 550 habitants, soit le tiers de la population de L'Ange-Gardien dont il fait partie. L’agglomération a développé son identité propre; elle possède son école, édifice aujourd’hui remplacé par la Villa du Côteau. Le 3 avril 1920, le Sault devient la Municipalité de Saint-Jean-de-Boischatel, en l’honneur de Jean-François de Beauchatel, premier aide-de-camp du général Montcalm. La paroisse catholique dédiée à Sainte Marguerite Marie est créée en 1925, coupant les derniers ponts qui relient encore Boischatel à L’Ange-Gardien.

## Géographie
La municipalité de Boischatel est délimitée approximativement par la rivière Montmorency (à l'ouest), le fleuve Saint-Laurent (au sud), la ligne électrique Manicouagan-Lévis (à l'est) et la zone boisée (à l'est et au nord). Elle est traversée d'est en ouest par l'avenue Royale (route 360) ainsi que par le boulevard Sainte-Anne (route 138), qui longe le fleuve à sa limite sud. Du nord au sud, Boischatel est traversée par la rue Notre-Dame, la rue des Saphirs, la rue des Rochers et le boulevard Trudelle.
La municipalité s'articule autour du club de golf Royal Québec (vaste d'une superficie d'environ 1,5 km²). Généralement boisée, quelques terres agricoles subsistent au sud. Le centre-ville est bâti près du fleuve, sur un plateau qui le surplombe à environ 80 mètres d'altitude. L'espace urbanisé s'étend vers le nord sur environ 4 km alors qu'il fait approximativement 2,5 km de large. L'altitude minimum est de 0 m (au fleuve), augmente rapidement avec une falaise puis atteint jusqu'à 358 mètres et plus au nord, avec les premières collines de la chaîne des Laurentides. 
Boischatel est située à un carrefour hydrologique important. La rivière Montmorency, qui serpente à l'ouest et forme la péninsule des Trois-Saults, achève sa course dans le fleuve Saint-Laurent après avoir franchi le dénivelé de la chute Montmorency. La municipalité est également traversée par la rivière Ferrée, rivière dont une partie du parcours s'effectue dans la grotte de Boischatel avant de se jeter dans la Montmorency.

## Démographie
| 1966  | 1971  | 1996  | 2001  | 2006  | 2011  | 2016  | 2021  |
| ----- | ----- | ----- | ----- | ----- | ----- | ----- | ----- |
| 1 648 | 1 685 | 4 152 | 4 303 | 5 287 | 6 465 | 7 587 | 8 231 |

## Administration
Les élections municipales se font en bloc pour le maire et les six conseillers.
| Période                                  | Période  | Identité         | Étiquette         | Qualité |
| ---------------------------------------- | -------- | ---------------- | ----------------- | ------- |
| 1920                                     | 1925     | Séraphin Vézina  |                   |         |
| 1925                                     | 1929     | Joseph Trudelle  |                   |         |
| 1929                                     | 1937     | Arthur Tardif    |                   |         |
| 1937                                     | 1939     | Joseph Trudelle  |                   |         |
| 1939                                     | 1953     | Joseph Racine    |                   |         |
| 1953                                     | 1958     | Maurice Huot     |                   |         |
| 1958                                     | 1961     | Rodolphe Huot    |                   |         |
| 1961                                     | 1965     | Joseph Racine    |                   |         |
| 1965                                     | 1969     | Adjutor Dussault |                   |         |
| 1969                                     | 1987     | Roland Lavoie    |                   |         |
| 1987                                     | 1994     | Jacques Couture  |                   |         |
| 1994                                     | 1998     | Yvon Coté        |                   |         |
| 1998                                     | 2017     | Yves Germain     | Option Boischatel |         |
| novembre 2017                            | En cours | Benoit Bouchard  | Option Boischatel |         |
| Les données manquantes sont à compléter. |          |                  |                   |         |

| Boischatel Maires depuis 2002                                                                                        |                 |         |          |
| Élection | Maire           | Qualité | Résultat |
| 2002 | Yves Germain    |         | Voir     |
| 2005 | Yves Germain    | Voir    |          |
| 2009 | Yves Germain    | Voir    |          |
| 2013 | Yves Germain    | Voir    |          |
| 2017 | Benoit Bouchard |         | Voir     |
| 2021 | Benoit Bouchard | Voir    |          |
| Élection partielle en italique Depuis 2005, les élections sont simultanées dans toutes les municipalités québécoises |                 |         |          |

## Société

### Éducation et loisirs
- École primaire de Boischatel
  - Bâtiments du Bois-Joli, du Bocage et Boréal
- Complexe sportif de Boischatel

### Parcs
- Parc des Résurgences
- Parc de l'Anse de Boischatel
- Parc de la Férrée
- Parc des Onyx

## Attraits
On retrouve à Boischatel plusieurs attraits touristiques, dont:
- une partie du Parc de la Chute-Montmorency;
- le club de golf Royal Québec, fondé en 1874 et donc un des plus anciens en Amérique;
- les grottes de Boischatel, explorées sur 3 000 m environ et qui sont les plus longues du Canada à l'est des Rocheuses.